# Василий Лазарев
Василий Григориевич Лазарев е съветски космонавт, Герой на Съветския съюз (1973), полковник (от 1 октомври 1973 г.).

## Биография
Роден е на 23 февруари 1928 г. в с. Порошино, Китмановски район, Алтайски край, СССР, дн. Русия. След завършване на средно училище през 1951 г. е призован в армията. Завършва Уралската държавна медицинска академия, специалност „хирургия“, а след това и курс във военномедицинския факултет на Саратовския държавен медицински университет. Няколко години В. Лазарев работи като военен лекар, а през 1954 г. завършва по ускорена програма Харковското висше военно-авиационо училище за летци в Чугуев, където му е присвоена квалификацията летец на изтребител.

### Военна служба
На 22 декември 1951 му е присвоено първо офицерско звание „лейтенант от медицинската служба“. От 15 август 1952 е лекар-специалист в 336-и отделен батальон на 30-а въздушна армия. От 27 октомври 1952 е началник на болница и лекар-специалист в същия батальон. На 14 декември 1954 е назначен за летец-инструктор в 810-и учебен авиополк на Харковското висше военно-авиационно училище за летци (ХВВАУЛ) в Чугуев. От 25 януари 1956 е летец-изпитател на 1-во отделение на 3-ти отдел в Управлението за изпитания на самолети на Държавния научноизследователския институт на Военновъздушните сили (ГКНИИ ВВС). На 14 януари 1957 е назначен за старши летец-изпитател в 1-во отделение на 1-ви отдел на същото Управление, а от 21 октомври 1959 е старши летец-изпитател и лекар-хигиенист в 14-и отдел на ГКНИИ ВВС. От 26 януари 1962 е старши летец-изпитател, лекар на 10-и отдел на 1-во Управление на Държавния научноизследователски институт по авиационна и космическа медицина (ГНИИ АиКМ), където участва в изпитателните полети на стратостата „Волга“ като стратонавт. На него е налетял повече от 28 часа. Участва и в изпитателен полет с максимално набиране на височина. Член е на дублиращия екипаж в експеримента за скок от стратосферата на 1 ноември 1962. На 31 март 1964 е назначен за старши научен сътрудник, лекар-летец в 10-и отдел на 2-ро Управление на ГНИИ АиКМ.

## Космическа кариера
През април 1964 участва в конкурса за набиране на кандидати по програмата на първия триместен космически кораб (КК) „Восход“ като кандидат от ГНИИ АиКМ. Успешно преминава медицински изследвания в Централната военна научноизследователска авиационна болница (ЦВНИАГ) и е допуснат до специални тренировки и на 26 май 1964 е избран за подготовка като лекар на екипажа по програмата „Восход“. На 12 октомври 1964 е назначен за втори дубльор на лекаря на екипажа на КК „Восход“ Борис Егоров.
От 17 януари 1966 е зачислен на длъжността космонавт от 2-ри отряд на Центъра за подготовка на космонавти от ВВС (ЦПК ВВС).
От 1967 до 1969 провежда подготовка по програмата на орбиталната пилотирана станция (ОПС) „Алмаз“. От януари до май 1970 се подготвя като командир на третия екипаж на КК „Союз-9“ по програмата на продължителен полет, заедно с Валерий Яздовски. От септември 1970 до юли 1971 се подготвя за полет като командир на екипажа на КК „Союз“, модификация 7К-ОК по програмата „Контакт“ (отработване на системите за скачване на лунна орбита на орбиталния модул и лунния спускаем апарат) заедно с Олег Макаров. Програмата на лунните полети е прекратена и подготовката на полета през януари 1971 е преустановена. От 10 октомври 1971 до юли 1972 се подготвя за полети на дълговременната орбитална станция ДОС-2 като командир на дублиращия екипаж, заедно с О. Макаров. Полетът е отменен заради авария на ракетата носител „Протон-К“ при извеждане на станцията на орбита 29 юли 1972 г. От август до септември 1972 се подготвя за автономния изпитателен полет на модифицирания кораб „Союз“ (7К-Т № 34) като командир на дублиращия екипаж, заедно с О. Макаров. И този полет е отменен. На 25 октомври 1972 до 10 април 1973 се подготвя за полет на ДОС-3 като командир на дублирщия екипаж, заедно с О. Макаров. Полетът е отменен заради авария в орбита през май 1973 г. на станцията ДОС-3, получила известност с името „Космос-557“ (названието „Салют“ за тази станция не е присвоено). От юли до септември 1973 се подготвя за автономен изпитателен полет с модифицирания кораб „Союз“ като командир на основния екипаж, заедно с О. Макаров.

### Космически полет със „Союз-12“
Първия си космически полет извършва през 1973 заедно с Олег Макаров с космическия кораб Союз 12. Стартът е в 13:58 UTC на 27 септември, каца в 13 часа и 14 минути на 29 септември. Продължителността на полета е 1 денонощия 23 часа 15 минути 32 секунди. Василий е командир на екипажа, позивната ми е „Урал-1“. При този полет е проведено изпитание в пилотиран режим на модифицирания космически кораб „Союз“ и спасителния скафандър „Сокол“.
След успешното завършване на полета на 2 октомври 1973 г. за проявено мъжество и героизъм му е присвоено почетното звание Герой на Съветския съюз и връчен медал „Златна звезда“ и награден с орден „Ленин“, почетното звание „Летец-космонавт на СССР“ и му е присвоена класност „Летец-космонавт 3-ти клас“. На 1 октомври 1973 е произведен във воинско звание „полковник“.

### Подготовка за втори полет
Oт 10 декември 1973 до декември 1974 се подготвя за полет на ДОС-4 „Салют-4“ като командир на дублиращия екипаж, заедно с О. Макаров. На 10 януари 1975 по време на старта на КК „Союз 17“ е дубльор на командира на кораба Алексей Губарев. От 15 януари до март 1975 се подготвя по програмата на втора експедиция на ДОС-4 „Салют-4“ като командир на основния екипаж, заедно с О. Макаров.

### Втори (суборбитален) полет
Вторият му полет на 5 април 1975 г. е отново с О. Макаров, с продължителност от 21 минути и 27 секунди, и е суборбитален заради авария в ракетата носител „Союз“. Максималната височина на полета е 192 км от повърхността на Земята. В официалните източници е наречен „Союз 18-а“. Космонавтите са спасени благодарение на работата на системата за аварийно спасяване. При спускането космонавтите изпитват значително претоварване — около двадесет g заради проблем в ориентацията на спускаемия апарат. Капсулата с космонавтите извършва кацане в планината Алтай на склона на десния бряг на река Уба (днес на територията на Казахстан). Евакуацията на космонавтите от това непланирано място на кацане става едва на следващия ден. За проявен героизъм в този полет Василий Лазарев е награден с втори орден „Ленин“.

### По-нататъшна космическа подготовка
През 1977 – 1979 се подготвя за полети на модернизирания космически кораб „Союз Т“. През октомври 1978 е назначен за командир на резервния (трети) екипаж, заедно с Генадий Стрекалов, а през октомври 1979 е назначен за командир на основния екипаж по програмата на втория пилотиран изпитателен полет на кораба „Союз Т-3“ (планирано време на старта — края на 1980). Преминава подготовка заедно с Г. Стрекалов, а след взето решение за разширяване на медицинската програма на полета през декември 1979 в състава на екипажа е включен и космонавта изследовател на Института по медико-биологични проблеми (ИМБП) Валерий Поляков. Заради възникнали проблеми в системата за терморегулация на орбиталната станция „Салют-6“ полетът по медицинската програма е отложен, а екипажът в този състав от юни 1980 е назначен за дублиращ по програмата за ремонт на станцията. През октомври 1980 Г. Стрекалов е прехвърлен в основния екипаж заради отстраняване от подготовка по здравословни причини на Константин Феоктистов, а него заменя в екипажа Виктор Савиних. Така на 27 ноември 1980 г. по време на старта е дубльор на командира на кораба „Союз Т-3“ Леонид Кизим.

### Трудова дейност
След уволнението си от въоръжените сили работи като специалист в Центъра за подготовка на космонавти „Ю. Гагарина“, а след това работи във Всесоюзное общество „Знание“.

### Смърт
На 27 ноември 1985 със заповед на Министъра на отбраната на СССР е уволен в запаса от Въоръжените сили на СССР по болест. На 23 декември 1985 г. е изключен от списъка на войскови части.
Умира на 31 декември 1990 г. от отравяне с неизвестна отрова. Погребан е на гробището в с. Леониха, Щьолковски район, Московска област.

## Звания и награди
- Василий Григориевич Лазарев е почетен гражданин на градовете Джезказган, Екатеринбург, Калуга, Караганда, Ленинск (дн. Байконур), Печора
- Герой на Съветския съюз (2 октомври 1973)
- Летец-космонавт на СССР (2 октомври 1973)

## Публикации
- „Мигове от живота“ (1974)
- „Полоса за излитане“ (1989)
- „Изпитател на космически кораби“ (1976) – (в съавторство с Михаил Ребров)